# Handeling (letterkunde)
Met handeling (actie) wordt in de letterkunde bedoeld de door de personages in een verhaal veroorzaakte en gewilde gebeurtenissen, de acties of het doen daarvan in drama en epiek (verhalende literatuur).

## Verhalen
In verhalen zijn er de personages te onderscheiden, een handelingenverloop en gebeurtenissen die zich afspelen in een bepaalde ruimte en tijd, en motieven. In de narratologie spreekt men van gebeurtenissen als deze niet veroorzaakt of gewild zijn door de personages in het verhaal. De structuur van verhalen bestaat uit de onderlinge relaties tussen de personages met hun handelingen of acties, en de motieven en thema's; de omstandigheden, gevormd door de ruimte waarin het verhaal speelt, en de tijd waarin het verhaal speelt, tijdsverlopen, de tijdstippen, perioden; en de gebeurtenissen, niet door personages veroorzaakt of gewild. Personages raken betrokken bij gebeurtenissen, doordat ze die waarnemen, ze veroorzaken, of ze juist ondergaan, en er nadeel of voordeel van hebben.
De structuur van verhalen bestaat dus uit:
- de motieven en thema's.
- de onderlinge relaties tussen de personages met hun handelingen of acties.
- de de omstandigheden, gevormd door de ruimte en de tijd waarin het verhaal speelt, tijdsverlopen, de tijdstippen, perioden.
- de niet door personages veroorzaakte of gewilde gebeurtenissen.